# Műegyetemi AFC
Műegyetemi Atlétikai és Football Club é um clube de futebol húngaro com sede em Budapeste. Foi fundado a 1 de novembro de 1897.

## História
Jogou a primeira divisão pela primeira vez no ano de 1904, numa temporada em que terminou na sétima posição entre nove equipes.[carece de fontes?]

## Nomes anteriores[1]
- 1897–1898: Műegyetemi Football Csapat
- 1898–1902: Műegyetemi Football Club
- 1902–1948: Műegyetemi Athletikai és Football Club
- 1948–1949: Műegyetemi MEFESz (Magyar Egyetemisták és Főiskolai Egyesületek Szövetsége)
- 1949: Fusão com o clube da Universidade de Ciências da MEFESz
- 1951: o Disz FSE se funde com os dois
- 1951–1956: Haladás Műszaki Egyetem
- 1957–7/2012: Műegyetemi Atlétikai és Football Club
- 7/2012–presente: Műegyetemi Atlétikai és Football Club EEDA

## Títulos
- Nemzeti Bajnokság II: 1913–14 e 1921–22[carece de fontes?]